# Jazenko I-28
Jazenko I-28 (russisch Яценко И-28) ist ein sowjetisches Jagdflugzeug der späten 1930er-Jahre. Es entstand im Zuge des Modernisierungsprogrammes der sowjetischen Luftstreitkräfte von 1938. Das Kürzel „I“ steht für Istrebitel (Истребитель), dem russischen Wort für Jagdflugzeug.

## Entwicklung
Den Anforderungen gemäß versuchte der Konstrukteur Wladimir Jazenko ein Flugzeug zu entwickeln, das einfach, schnell und billig zu bauen sein sollte. Jazenkos Konstruktion sollte aus kunstharzgetränktem Birkenholz bestehen, das für seine gute Form- und Bearbeitbarkeit bekannt war. Semjon Lawotschkin wählte für seine Konkurrenzentwürfe LaGG-1 und LaGG-3 ebenfalls dieses Material.
Das Flugzeug war als freitragender Tiefdecker ausgelegt. Die Tragflächen erhielten nahe dem Rumpf einen Knick nach unten, so dass das dort montierte einziehbare Hauptfahrwerk extrem kurz ausfallen konnte. Die Pilotenkabine wurde weit nach hinten versetzt. Als Antrieb diente ein M-87-Motor mit 940 PS.
Der Erstflug der I-28 fand am 30. April 1939 statt. Bei der Erprobung erreichte sie eine Geschwindigkeit von 545 km/h in 6.000 Metern Höhe. Einige Zeit später stürzte das Flugzeug während der Erprobung ab. Trotzdem wurde eine Bestellung über 30 Maschinen aufgegeben und ein weiterer Prototyp gebaut, diesmal mit einem 1100 PS starken M-87B-Triebwerk. Die Erprobung begann im August 1939, wobei 576 km/h Höchstgeschwindigkeit erreicht wurden. Letztendlich wurden aber wegen des nicht störungsfrei arbeitenden Motors nur fünf Serienmodelle produziert. Auch waren schon andere Typen in der Erprobung, die als besser eingestuft wurden. Siehe dazu MiG-1, MiG-3 und Jak-1.
Jakowlew entwickelte etwa zwei Jahre später den Höhenjäger I-28 (Jak-5). Er hat mit Jazenkos I-28 nichts gemeinsam.

## Technische Daten
| Kenngröße             | Daten                        |
| --------------------- | ---------------------------- |
| Konzeption            | Jagdflugzeug                 |
| Baujahr(e)            | 1938–39                      |
| Besatzung             | 1                            |
| Länge                 | 9,0 m                        |
| Flügelspannweite      | 10,40 m                      |
| Höhe                  |                              |
| Flügelfläche          | 16,5 m²                      |
| Flügelstreckung       | 6,6                          |
| Antrieb               | ein M-87B                    |
| Leistung              | 820 kW (ca. 1.110 PS)        |
| Höchstgeschwindigkeit | 575 km/h                     |
| Dienstgipfelhöhe      | 10.800 m                     |
| Reichweite            | 800 km                       |
| Leermasse             | 1.850 kg                     |
| Startmasse            | 2.720 kg                     |
| Bewaffnung            | ein 12,7-mm-MG zwei 20-mm-MK |